# Brione sopra Minusio
Brione sopra Minusio (in dialetto ticinese Briui) è un comune svizzero di 480 abitanti del Canton Ticino, nel distretto di Locarno.

## Monumenti e luoghi d'interesse
- Chiesa di Santa Maria Lauretana, eretta nel 1558-1559[2];
- Oratorio di Santa Maria del Carmelo, eretto nel 1630-1642[senza fonte].

## Società

### Evoluzione demografica
L'evoluzione demografica è riportata nella seguente tabella:
Abitanti censiti

## Amministrazione
Ogni famiglia originaria del luogo fa parte del cosiddetto comune patriziale e ha la responsabilità della manutenzione di ogni bene ricadente all'interno dei confini del comune. Presidente dell'ufficio patriziale è Giacomo Martinetti.